# Arachnothryx spectabilis
Arachnothryx spectabilis är en måreväxtart som först beskrevs av Julian Alfred Steyermark, och fick sitt nu gällande namn av Rova, Delprete och Birgitta Bremer. Arachnothryx spectabilis ingår i släktet Arachnothryx och familjen måreväxter. Inga underarter finns listade i Catalogue of Life.